# Un raggio di sole
Un raggio di sole è un singolo del cantautore italiano Jovanotti, pubblicato nel 1999 come secondo estratto dall'ottavo album in studio Lorenzo 1999 - Capo Horn.

## Descrizione
Con tale brano Jovanotti vinse il Festivalbar 1999, trionfando così nella manifestazione canora sia per quanto riguarda il miglior singolo che per il miglior album. Il singolo è stato inoltre trasmesso frequentemente dalle radio italiane, dove ha raggiunto la vetta della classifica airplay.

## Video musicale
Il video venne girato a Bologna da Ambrogio Lo Giudice. Ne furono realizzati altri due, ognuno in un'ambientazione differente (quello ufficiale era la versione "camera", le altre due erano le versioni "cucina" e "sala"). Esso fu poi presentato su Canale 5 durante il programma Beato fra le donne il 30 luglio 1999.

## Tracce
1. Un raggio di sole – 4:51 (Jovanotti)
2. Yolanda – 4:00 (Pablo Milanés)

## Classifiche

### Classifiche settimanali
| Classifica (1999) | Posizione massima |
| ----------------- | ----------------- |
| Italia            | 8                 |

### Classifiche di fine anno
| Classifica (1999) | Posizione |
| ----------------- | --------- |
| Italia            | 39        |

## Un rayo de sol en la mano
Nel 2001 il brano è stato riproposto in lingua spagnola con il titolo Un rayo de sol en la mano, inserito nella raccolta Pasaporte - Lo mejor de.

### Tracce
CD promozionale
1. Un rayo de sol en la mano – 4:51
2. Un raggio di sole – 4:51

## Un raggio di sole (2013 Live Version)
La canzone viene nuovamente estratta come singolo in versione dal vivo l'8 novembre 2013 dall'album Lorenzo negli stadi - Backup Tour 2013.

### Tracce
1. Un raggio di sole (2013 Live Version) – 4:37